# Homokfürdő
A homokfürdő tartós hatású és erélyes egészségügyi kezelést tesz lehetővé. 
Általában a finomszemcséjű folyami vagy tengeri homokot 35-40 °C-ra melegítik fel, majd 2-3 ujjnyi vastagságban a kezelendő testrészre rakják.
Hatása, hogy a homokszemcsék izgatják a bőrt, a meleg homok alatt erős izzadás lép fel, így a szervezet nagy mennyiségű folyadékot veszít. Az izzadság felszívódását a homok súlya is elősegíti, az izzadság elpárologni nem tud, de a homokréteg magába szívja azt.
A homokfürdő nagymértékben megterheli a beteg vérkeringését, túl erélyes kezelés esetén hőtorlódás következhet be.